# Riu de Tristaina
El riu de Tristaina és un riu de muntanya situat al nord de la parròquia d'Ordino, al Principat d'Andorra.
Forma la capçalera hidrogràfica de la Valira del Nord. Neix als estanys de Tristaina i aflueix a la Valira del Nord, juntament amb el riu de Sorteny a el Serrat.
Aplega les aigües de la coma de Rat (coma del Forat) i del riu d'Arcalís que baixen per l'oest (marge dret) i més endavant, pel marge esquerre, les que davallen de l'estany Esbalçat i el riu del Comis Vell, que baixa per la coma de Varilles, fins al pont del Castellar.
El riu de Tristaina està envoltat pels cims i carenes que tanquen el sector fronterer situat a l'extrem septentrional d'Andorra entre el pic de Cataperdís, el pic de Tristaina i el pic de la Font Blanca.
La vall muntanyenca per on transcorre el riu de Tristaina, cau sota comes i circs d'origen glacial situats a més de 2.600 m.